# (678191) 2017 OF69
(678191) 2017 OF69 è un oggetto minore del sistema solare. Si tratta di un oggetto transnettuniano con una magnitudine assoluta di 4,5, sufficientemente bassa da fare ritenere che sia un candidato a diventare un pianeta nano. Non ha ancora un nome proprio ed è noto tramite la sua designazione provvisoria. All'inizio del nome si trova il numero progressivo che ha ricevuto nell'elenco generale degli asteroidi. Scoperto nel 2017, presenta un'orbita caratterizzata da un semiasse maggiore pari a 39,411750 UA e da un'eccentricità di 0,214401, inclinata di 13,656760° rispetto all'eclittica.